# Elso Dusseljee
Elso Dusseljee (Stadskanaal, 19 juni 1881 - Menton, 1964) was een Nederlands/Belgisch pionier en ondernemer.
Elso Dusseljee, zoon van de slager Jan Dusseljee en Roelfina Dopper (een nicht van de componist Cornelis Dopper) maakte zijn kweekschoolopleiding in Groningen niet af, maar vertrok als ontdekkingsreiziger naar Frans-Equatoriaal-Afrika. 
Hij was een tegenstander van kannibalisme en slavenhandel. Hij liet zich naturaliseren tot Belgisch onderdaan en vestigde een handelspost in Midden-Afrika. Hij bouwde deze om tot een onderneming, waarvan hij de directeur werd. In 1920 trad hij in dienst bij een van de voorlopers van Unilever, werd daar respectievelijk directeur en directeur-generaal en algemeen beheerder in Belgisch-Congo.

## Onderscheidingen
Dusseljee ontving voor zijn werk diverse onderscheidingen:
- Het lidmaatschap van het Franse Legioen van Eer.
- Ridder in de Belgische Orde van Leopold Leopold.
- Ridder in de Luxemburgse Orde van de Eikenkroon.
- De grote medaille van het Franse genootschap tegen de slavernij, de Société ant-esclavagiste de France.
- Hoewel Dusseljee de Belgische nationaliteit had verkregen bleef hij zijn leven lang met Groningen verbonden; hij werd benoemd als lid van verdienste van de Algemene Vereniging Grunnen.